# Bruce Beresford
Bruce Beresford (* 16. srpna 1940 v Sydney, Austrálie) je australský filmový režisér.

## Životopis
Po absolvování sydneyské univerzity odjel na praxi do Nigérie, kde pomáhal budovat tamní kinematografii, v letech 1964-1971 pracoval pro Britský filmový institut jako producent dokumentů o umění. Po návratu do vlasti natočil film Dobrodružství Barryho McKenzieho, kde vytvořil postavu typického Australana nazývaného "ocker", který je neotesaný, poživačný a strašně komolí angličtinu, ale zároveň překypuje dobrosrdečností a ví si rady v každé situaci. Úspěch této komedie položil základy hnutí nazývanému "australská nová vlna", které tvořili také Peter Weir nebo Fred Schepisi. Jeho dalšími filmy natočenými v Austrálii jsou Zmoudření (adaptace autobiografického románu australské spisovatelky z 19. století Henry Handel Richardsonové), Klub (tragikomedie ze zákulisí australského fotbalu) nebo Krotitel Morant, drama z búrské války podle skutečného případu australského důstojníka křivě obviněného z válečných zločinů. Velký divácký ohlas těchto filmů, který se neomezoval jen na Austrálii, mu umožnil odejít roku 1982 do Hollywoodu. V krimikomedii Její alibi obsadil Pavlínu Pořízkovou do role východoevropské emigrantky podezřelé z vraždy. V roce 1990 obdržel jeho film Řidič slečny Daisy obdržel Oscara. Jde o komorní psychologické drama o nesmyslnosti rasistických předsudků. Následujícího roku vytvořil pozoruhodný historický film o misionářích Černé roucho. Jeho další práce se už nevymykají z hollywoodského průměru, výjimkou je snad jen drama odsuzující trest smrti Poslední tanec a životopis Almy Mahlerové Nevěsta větru.

## Filmografie
- 2009 Maův poslední tanečník
- 2006 Kontrakt
- 2003 V hlavní roli Pancho Villa
- 2002 Evelyn
- 2001 Nevěsta větru
- 1999 Dvojí obvinění
- 1997 Cesta do ráje
- 1996 Poslední tanec
- 1994 Správný muž v Africe
- 1993 Bohatí láskou
- 1991 Černé roucho
- 1989 Řidič slečny Daisy
- 1988 Její alibi
- 1986 Zločiny srdce
- 1985 Král David
- 1983 Něžné milosti
- 1980 Krotitel Morant
- 1979 Klub
- 1977 Zmoudření
- 1974 Barry McKenzie se nevzdává
- 1972 Dobrodružství Barryho McKenzieho